# Die Stadt der verlorenen Kinder

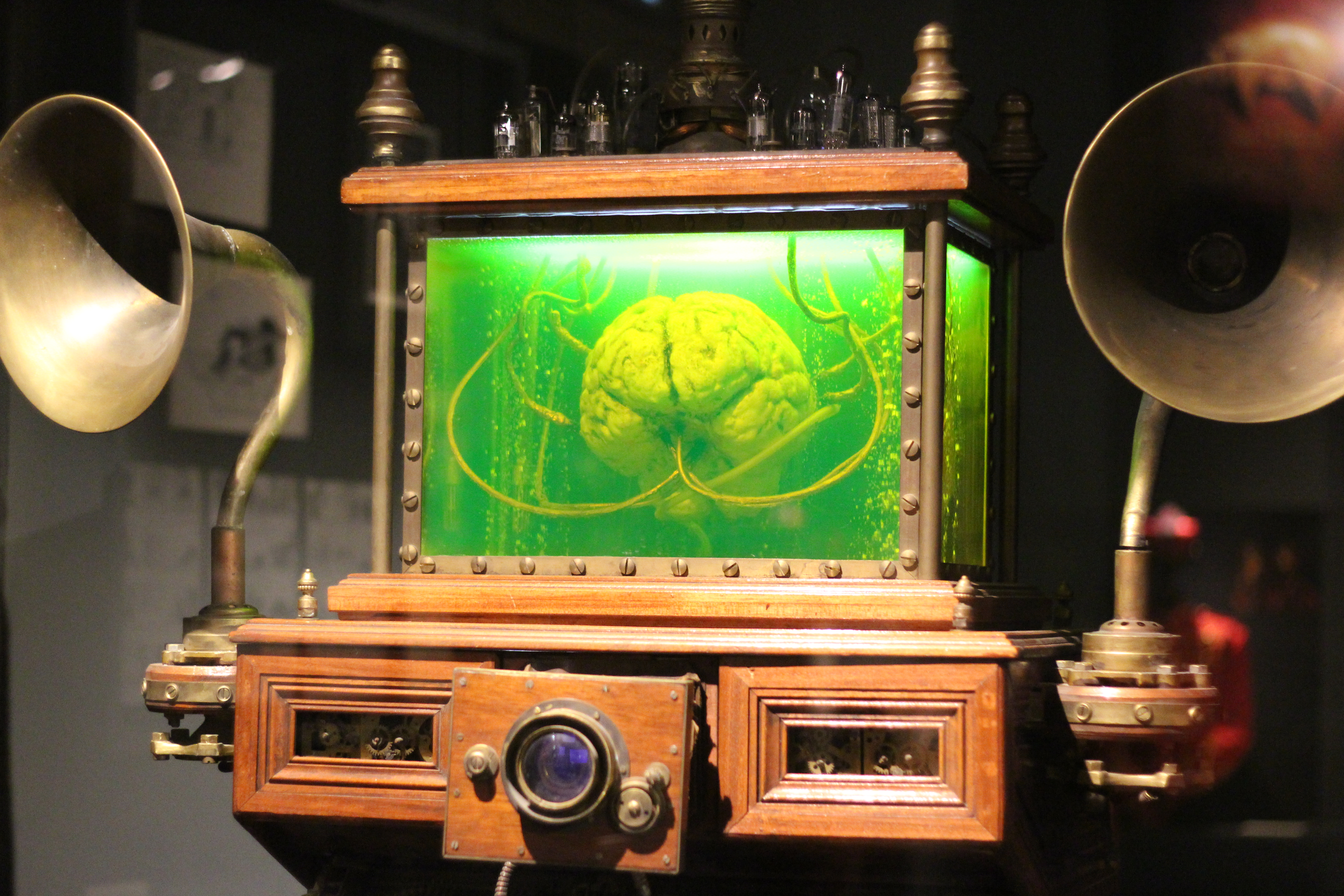
Das Gehirn Irvin (Foto 2019 bei der Ausstellung „Caro/Jeunet“ im Musée Miniature et Cinéma in Lyon)

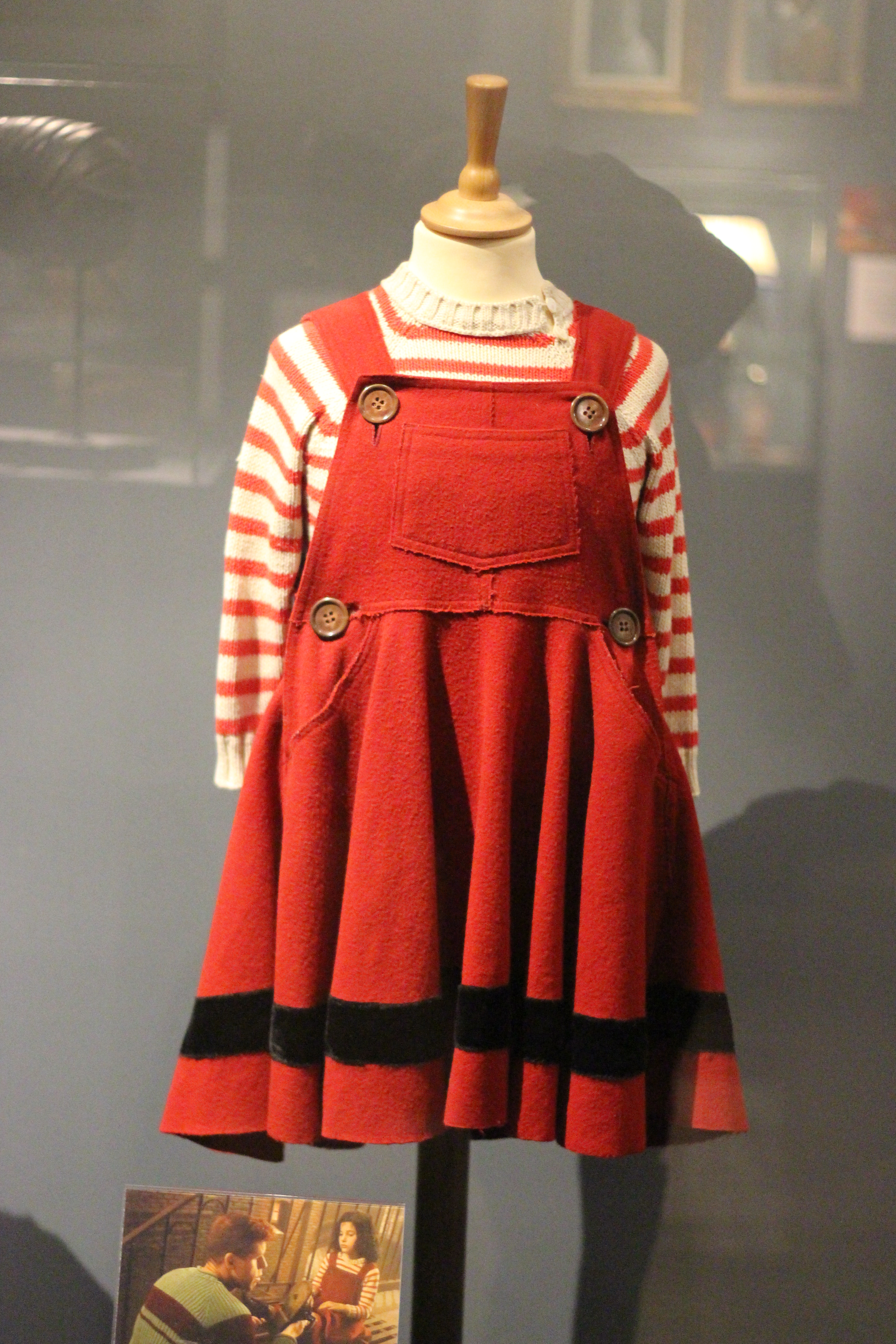
Kleid der Miette (Foto 2019 bei der Ausstellung „Caro/Jeunet“ im Musée Miniature et Cinéma in Lyon)

Die Stadt der verlorenen Kinder (Originaltitel: La Cité des enfants perdus) ist ein französischer Steampunk-Fantasyfilm aus dem Jahr 1995. Regie bei der mehrfach preisgekrönten schwarzen Komödie führten Jean-Pierre Jeunet und Marc Caro, die vier Jahre zuvor bereits mit Delicatessen einen Erfolg feiern konnten, wie 2001 auch mit Die fabelhafte Welt der Amélie. Mehrere Schauspieler aus den Delicatessen standen auch für Die Stadt der verlorenen Kinder vor der Kamera, und beiden Filmen ist die gleiche skurril-marode Atmosphäre eigen, eingefangen von Kameramann Darius Khondji. Der Film startete am 17. August 1995 in den deutschen Kinos.
Gemeinsam mit Gilles Adrien verfassten Jeunet und Caro auch das Drehbuch. 18 Millionen Dollar kostete die Umsetzung, die bei manchen Szenen – etwa den Darstellungen der Klone – schon auf Computer-Unterstützung zurückgriff.

## Handlung
In einer düsteren Hafenstadt verschwinden Kinder: Sie werden von samt und sonders geblendeten Mitgliedern eines kultischen Ordens entführt, um anschließend an Krank (Name auch im frz. Original) verkauft zu werden. Die Ordensbrüder erhalten im Gegenzug künstliche Augen für die linke Gesichtshälfte. Krank verschleppt die Kinder dann auf eine Plattform im Meer, eine Art Bohrinsel, auf der er zusammen mit sechs kindischen Klonbrüdern und der kleinwüchsigen, kindfräulichen Mademoiselle Bismuth lebt. Auch Irvin vegetiert dort vor sich hin, ein sehendes, hörendes und sprechendes Gehirn im Tank, das andeutet, – als Gegenstück zu Kranks angeblich seelenlosem Körper – eine Seele, aber dafür keinen Körper zu besitzen. Krank, der sein rasches Altern darauf zurückführt, dass er nicht träumen kann, versucht in seinem hauseigenen Laboratorium, an die Träume der Kinder zu gelangen. Doch in seinem Kopf verwandeln die sich in Alpträume.
Als Denrée, der kleine Bruder des hünenhaften Kettensprengers One, entführt wird, macht sich dieser auf die Suche nach ihm. Unter den Kindern eines Waisenhauses, die von herzlosen siamesischen Zwillingen zum Stehlen gezwungen werden, trifft er auf das Mädchen Miette (frz. für „Krümel“). Miette ist von dem starken One fasziniert und von seinem Kummer gerührt. Sie beschließt, ihm bei seiner Suche zu helfen. Indes versuchen die Mitglieder des kultischen Ordens One und Miette zu ermorden, sie fallen jedoch dem Gift – es wird mittels dressierter Flöhe übertragen und versetzt das Opfer in einen rauschhaften Tötungswahn – des Flohdompteurs Marcello zum Opfer, den die boshaften Zwillinge angeheuert haben. Marcello gelingt es nur, One zu retten, Miette hingegen stürzt gefesselt ins Hafenbecken. Sie entgeht dem Tod nur dank eines seltsamen Tauchers, der geistig umnachtet wirkt: Er sammelt Müll aus dem Hafenbecken und kann sich nicht mehr an seine Vergangenheit erinnern. Doch der Taucher entpuppt sich als ehemaliger Wissenschaftler, Schöpfer von Krank und den übrigen Bewohnern der Insel. Er ist somit „Das Original“ und die sechs Klone sind Kopien von ihm.
Kurz darauf erhalten Miette und der Taucher unerwartet Hilfe vom „Gehirn“ Irvin, das einen Behälter mit einem Alptraum in die Hafenstadt gesandt hat, um dem grausamen Treiben auf der Insel ein Ende zu setzen. Der Alptraum enthält Hinweise und hilft dem Klon-Original, seinen Verstand wiederzufinden, und zeigt Miette, wo die Insel liegt. Während sich „Das Original“ bereits zur Insel aufmacht, entschließt sich das Mädchen, nach One zu suchen und entgeht so einem weiteren Mordanschlag. Die bösartigen Zwillinge wollten One mit Hilfe des Flohgiftes zwingen, Miette umzubringen – finden aber stattdessen unter Mithilfe des reuigen Marcello selbst den Tod. One sichert der enttäuschten Miette zu, sie als „kleine Schwester“ anzunehmen.
Anschließend erreichen auch One und Miette die künstliche Insel. Dort hat „Das Original“ bereits die Sprengung der Insel vorbereitet, denkt aber nicht an die Rettung der Kinder. Er tötet Mademoiselle Bismuth, als diese Miette zu erschießen trachtet, bringt die sechs Klone jedoch zu einem Rettungsboot. Miette befreit den kleinen Bruder Ones aus einem gemeinsamen Alptraum mit Krank, an dessen Ende Krank stirbt. Miette und One führen daraufhin die Kinder zu einem weiteren Boot, während Irvin eine erste Explosion auf der Insel auslöst, das Rettungsboot der Klone jedoch noch erreichen kann. „Das Original“ bleibt (mit Bomben bepackt und völlig irre singend) auf der Insel zurück; als es schließlich aus dem Wahn erwacht und die Klone um Hilfe ruft, explodiert die Plattform.

## Auszeichnungen
Der Film nahm am Wettbewerb der Internationalen Filmfestspiele von Cannes 1995 um die Goldene Palme teil, musste sich aber Emir Kusturicas Underground geschlagen geben. Auf dem Stockholm Film Festival war der Film für das Bronze-Pferd nominiert.
Den César gewann Die Stadt der verlorenen Kinder 1996 in der Kategorie Bestes Szenenbild. Der Film war außerdem in den Kategorien Beste Filmmusik, Beste Kostüme und Beste Kamera nominiert.
Die US-amerikanische Motion Picture Sound Editors zeichnete Vincent Arnardi, Pierre Excoffier und Laurent Kossayan mit dem Golden Reel Award in der Kategorie Bester Ton – Ausländischer Spielfilm aus. Bei den Independent Spirit Awards 1996 erhielt der Film eine Nominierung als Bester ausländischer Film, konnte sich aber nicht gegen Milcho Manchevskis Vor dem Regen durchsetzen. Für den Saturn Award war der Film in den Kategorien Bester Horrorfilm, Bester Jungdarsteller (Judith Vittet) und Beste Kostüme nominiert. Für den wichtigsten spanischen Filmpreis, den Goya, war Die Stadt der verlorenen Kinder in der Kategorie Beste Spezialeffekte nominiert.

## Kritik
„Ein von überbordenden Einfällen, Fabulierlust und grotesken Gestalten geprägtes grausiges Märchen, das mit rabenschwarzem Humor ein furioses Feuerwerk abbrennt. Letztlich setzt der Film aber zu sehr auf Effekte, wodurch er zunehmend Leerlauf produziert.“

## Weitere Beteiligte
Die Kostüme entwarf der berühmte französische Modedesigner Jean-Paul Gaultier. Für die Musik zeichnete Angelo Badalamenti, der Stammkomponist von David Lynch, verantwortlich.